# Амбасада Етиопије у Џуби
Амбасада Етиопије у Џуби (енгл. Ethiopian Embassy in Juba) је дипломатско представништво Етиопије које се налази у главном граду афричке државе Јужни Судан, Џуби. За првог амбасадора изабран је Фре Тесфамишел Тестасјон.